# Valsjötjärnen (naturreservat)
Valsjötjärnen är ett naturreservat i Lindesbergs kommun i Örebro län.
Området är naturskyddat sedan 2009 och är 95 hektar stort. Reservatet ligger nordost om Valsjön och omfattar bland annat den lilla Valsjötjärnen. Reservatet består i övrigt av myrmark och skog av gran, tall, björk och asp.